# Kampalpe
Kampalpe är en bergstopp i Österrike.   Den ligger i distriktet Neunkirchen och förbundslandet Niederösterreich, i den östra delen av landet. Toppen på Kampalpe är 1 535 meter över havet, eller 78 meter över den omgivande terrängen. 
Terrängen runt Kampalpe är kuperad åt sydost, men åt nordväst är den bergig.  Närmaste större samhälle är Mürzzuschlag, 6,2 km sydväst om Kampalpe. 
I omgivningarna runt Kampalpe växer i huvudsak blandskog. Runt Kampalpe är det ganska tätbefolkat, med 75 invånare per kvadratkilometer.